# Limanowa
Limanowa (udtale: [lʲima'nɔva] tysk: Ilmenau, jiddisch: לימינוב Liminuv) er en by i det sydøstlige Polen. Den ligger i voivodskabet Lillepolen (Województwo małopolskie) og har 14.635(2021) indbyggere, og et areal på 30,1 km². Den er administrationsby i powiat (amt) Limanowa.

## Geografi
Det ligger 23 km nordvest for Nowy Sącz i den østlige del af Inselbeskiderne (Beskid Wyspowy). vandløbene Starowiejski, Jabłoniecki og Mordarka danner floden Sowlina i byområdet.

## Historie
Omtale af byen går tilbage til 1496, hvor den blev dokumenteret som Ilmanowa, en landbolig, der tilhørte medlemmer af Szlachta. I 1520 blev ejendomsretten til godset overført fra Słupski-familien til Achacy Jordan, som efterfølgende etablerede et retsvæsen.
Limanowa fik i 1565 byrettigheder af kong Sigismund 2. Augustus. Beboerne var ikke forpligtet til at betale skat til kronen i en periode på tredive år, hvor byen hurtigt udviklede sig. Dens økonomiske styrke faldt imidlertid på grund af den pest og ødelæggelse forårsaget af Karl 10. Gustavs polske krig i 1655.